# Rafiki Mourns
Rafiki Mourns (em português: Rafiki de Luto) é uma música do musical do filme The Lion King. A música foi escrita pela atriz Tsidi LeLoka

## The Lion King Musical
Scar, ao dizer para todos da pedra do rei que que Mufasa e Simba "morreram" na debandada dos gnus, Rafiki retorna ao seu baobá, e apaga o desenho de Simba.Rafiki, triste, começa a chorar, e certos animais também. Uma mesa com o corpo de Mufasa emerge do palco, com umas nove leoas, que "parecem" chorar, ao puxarem uma alavanca que está em suas mascáras. O corpo de Mufasa afunda no palco, junto com as leoas, e Scar começa a se preparar para ser rei. ("Be Prepared Reprise")